# Òmicron Sagittarii
Òmicron Sagittarii (ο Sgr / 39 Sagittarii / HD 177241 / HR 7217) és un estel a la constel·lació del Sagitari de magnitud aparent +3,77. No té nom propi habitual encara que a la Xina era coneguda, al costat de Polis (μ Sagittarii) i ξ Sagittarii, com Kien Sing, «l'asta de la bandera». S'hi troba a 142 anys llum del sistema solar.
Òmicron Sagittarii és una gegant taronja de tipus espectral K0III amb una temperatura efectiva de 4.906 K. Té un diàmetre 11 vegades més gran que el del Sol, xifra calculada a partir del seu diàmetre angular —2,44 ± 0,12 mil·lisegons d'arc—. Luix amb una lluminositat 68 vegades major que la del Sol. Les seves característiques són semblants a les de Pòl·lux (β Geminorum) o τ Sagittarii, aquesta última també an la constel·lació de Sagitari. Té una massa estimada d'entre 2,14 i 2,63 masses solars i una edat aproximada de 513 milions d'anys.
Òmicron Sagittarii exhibeix una metal·licitat comparable a la solar ([Fe/H] ≈ -0,01). Pràcticament la totalitat dels elements avaluats —entre ells alumini, calci, titani, níquel o vanadi— presenten nivells semblants als solars; únicament el bari sembla lleugerament més abundant que en el nostre Sol.